# August Haag (Heimatforscher)
August Haag (* 17. August 1890 in Euskirchen; † 29. August 1975) war ein deutscher Gymnasiallehrer und Heimatforscher, der sich mit der Geschichte der Stadt Bad Honnef beschäftigte.

## Leben
Haag besuchte das Gymnasium in seiner Heimatstadt Euskirchen. Nach einem Studium über fünf Semester an der Universität Freiburg im Breisgau und ein Semester an der Universität Bonn wurde er 1912 in Freiburg zum Dr. phil. promoviert. Er war ab Januar 1918 Studienrat am Realgymnasium in Honnef, wo er Latein unterrichtete. Zudem engagierte er sich kommunalpolitisch als Mitglied der Zentrumspartei und war deren letzter Vorsitzender in Honnef vor der Parteiauflösung 1933. Im Zweiten Weltkrieg wurde Haag zum Westwall einberufen. Bei der Wiedereröffnung der Schule nach dem Krieg im Oktober 1945 wurde er kommissarischer Schulleiter und am 1. Oktober 1946 in dieser Funktion mit der Ernennung zum Oberstudiendirektor bestätigt. Einer seiner Schüler war der spätere Buchhändler und Heimatforscher Karl Günter Werber. Haags Pensionierung erfolgte im Februar 1956.
Bei der Gründung des Heimat- und Geschichtsvereins Rhöndorf im Jahre 1954 wurde Haag zum stellvertretenden Vorsitzenden gewählt. Mit der Umbenennung des Vereins im Jahre 1957 aufgrund der Erweiterung seines Arbeitsfeldes auf das ganze Stadtgebiet in Heimat- und Geschichtsverein „Herrschaft Löwenburg“ zu Bad Honnef am Rhein wurde er Vorsitzender. Haag verband eine jahrelange Bekanntschaft mit dem in Rhöndorf wohnhaften Bundeskanzler Konrad Adenauer, dem Initiator des Vereins.
Haag wohnte im Haus Frankenweg 58 (vormals Clarastraße). An der Straße wurden wiederholt Reste frühfränkischer Gräber gefunden, u. a. auch im Garten seines Hauses im August 1936. Aufgrund dieser Begräbnisstätte erhielt die Straße 1946 auf Initiative Haags den Namen Frankenweg.

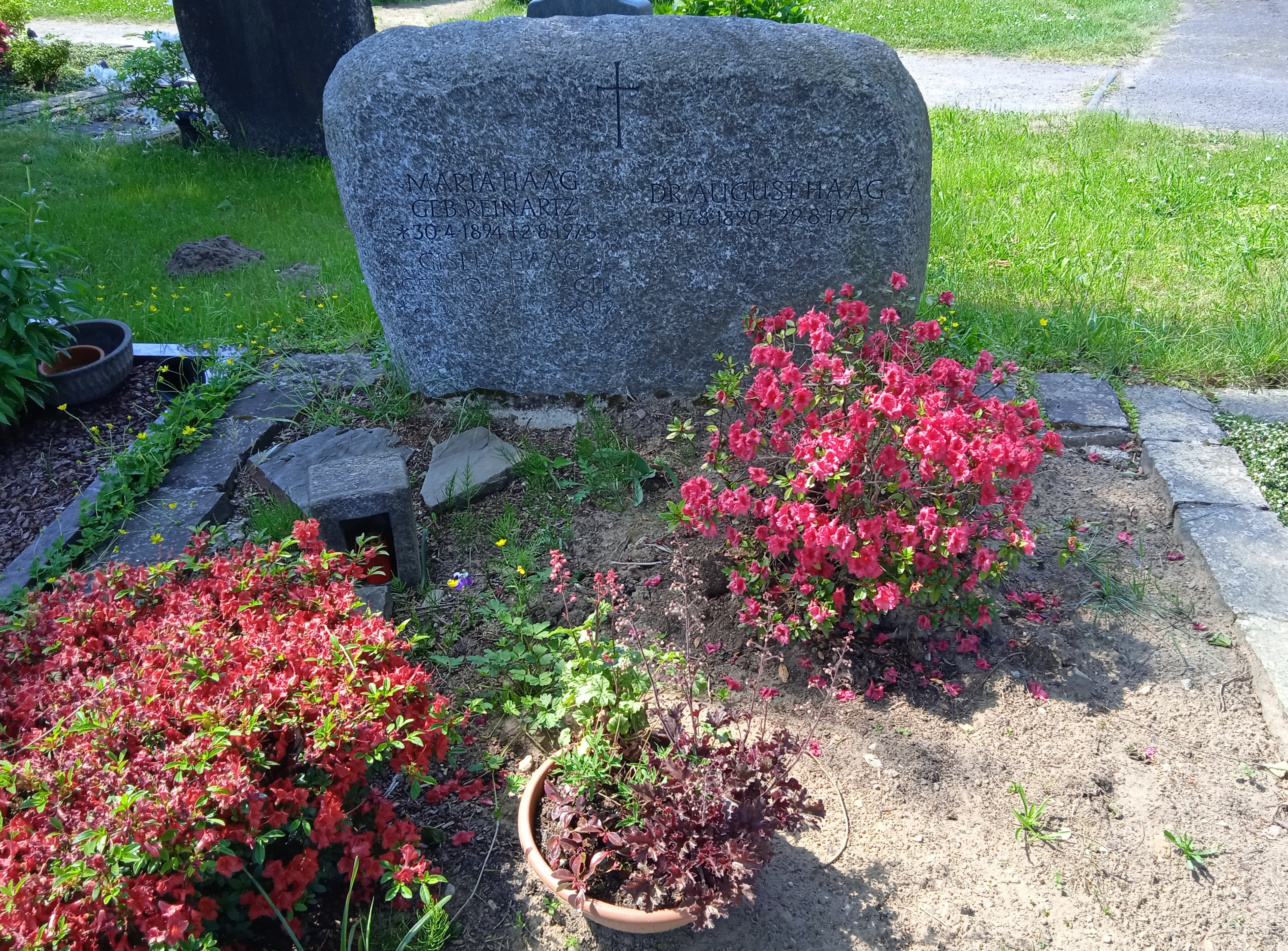
Grab von August Haag auf dem Neuen Friedhof in Bad Honnef

## Ehrungen
- 8. Januar 1959: Bundesverdienstkreuz 1. Klasse[17]

## Schriften
- Matteo Rosso Orsini, Kardinaldiakon von S. Maria in Porticu. Blätter zur Geschichte des Kardinalats im ausgehenden dreizehnten und beginnenden vierzehnten Jahrhundert. Caritas-Druckerei, Freiburg im Breisgau 1912. (=Dissertation Universität Freiburg im Breisgau, 1912)[1]
- Heimat- und Geschichtsverein Rhöndorf (Hrsg.); August Haag: Bilder aus der Vergangenheit von Honnef und Rhöndorf. Gesamtherstellung J. P. Bachem, Köln 1954.
- Das höhere Schulwesen für die männliche Jugend der Stadt Honnef am Rhein. I: Von den Anfängen bis 1945. In: August Haag, Hans Neunkirchen (Hrsg.): Erinnerungsschrift zur Einweihung des städtischen Siebengebirgsgymnasiums Honnef am Rhein: 21. März 1959, Siebengebirgsgymnasium, Honnef a. Rh. 1959, S. 9–21.
- Heinrich III. von Sayn und Mechthild von Landsberg: Zeit-, Lebens- und Charakterbild eines Löwenburger Herrscherpaares. In: August Haag, Hans Neunkirchen (Hrsg.): Erinnerungsschrift zur Einweihung des städtischen Siebengebirgsgymnasiums Honnef am Rhein: 21. März 1959, Siebengebirgsgymnasium, Honnef a. Rh. 1959, S. 57–72.
- Von den Siedlungen zum Dorf. In: August Haag (Hrsg.): Bad Honnef am Rhein. Beiträge zur Geschichte unserer Heimatgemeinde anläßlich ihrer Stadterhebung vor 100 Jahren. Verlag der Honnefer Volkszeitung, Bad Honnef 1962, S. 21–28.
- Von der Frankenzeit bis zur französischen Revolution: Entwicklungslinien durch ein Jahrtausend Honnefer Ortsgeschichte. In: August Haag (Hrsg.): Bad Honnef am Rhein. Beiträge zur Geschichte unserer Heimatgemeinde anläßlich ihrer Stadterhebung vor 100 Jahren. Verlag der Honnefer Volkszeitung, Bad Honnef 1962, S. 29–39.
- Auf dem Wege zur Stadt: Dokumente aus dem Kampf zwischen Bürgertum und staatlichem Absolutismus um die Selbstverwaltung. In: August Haag (Hrsg.): Bad Honnef am Rhein. Beiträge zur Geschichte unserer Heimatgemeinde anläßlich ihrer Stadterhebung vor 100 Jahren. Verlag der Honnefer Volkszeitung, Bad Honnef 1962, S. 40–64.
- Vom Winzerdorf zur Badestadt: Ein Jahrhundert wirtschaftlicher Entfaltung. In: August Haag (Hrsg.): Bad Honnef am Rhein. Beiträge zur Geschichte unserer Heimatgemeinde anläßlich ihrer Stadterhebung vor 100 Jahren. Verlag der Honnefer Volkszeitung, Bad Honnef 1962, S. 101–112.
- Die jüdische Gemeinde. In: August Haag (Hrsg.): Bad Honnef am Rhein. Beiträge zur Geschichte unserer Heimatgemeinde anläßlich ihrer Stadterhebung vor 100 Jahren. Verlag der Honnefer Volkszeitung, Bad Honnef 1962, S. 174–179.
- 350 Jahre St.-Matthias-Bruderschaft in Bad Honnef 1616–1966: ein Beitrag zur örtlichen Volkskunde und Heimatgeschichte. St.-Matthias-Bruderschaft, Bad Honnef 1966.
- Die Annakapelle in Bad Honnef am Rhein. Bad Honnef 1968.[18]
- Haus Kemenate zu Rhöndorf (= Heimat- und Geschichtsverein „Herrschaft Löwenburg“ e. V.: Studien zur Heimatgeschichte der Stadt Bad Honnef am Rhein, Heft 3). Bad Honnef 1972.

## Herausgeberschaften
- (mit Johann Joseph Brungs) Beiträge und Quellen zur Geschichte und Volkskunde des Rheinlandes. Siebengebirgsbuchhandlung, Honnef a. Rh.
  - Nr. 1: Franz Xaver Trips: Die Franzosen in Honnef (1689). 1927.
  - Nr. 5: Franzjosef Schneider: Die Löwenburg in Geschichte und Dichtung. 1930.
- (mit Hans Neunkirchen) Erinnerungsschrift zur Einweihung des städtischen Siebengebirgsgymnasiums Honnef am Rhein: 21. März 1959, Siebengebirgsgymnasium, Honnef a. Rh. 1959.
- Bad Honnef am Rhein. Beiträge zur Geschichte unserer Heimatgemeinde anläßlich ihrer Stadterhebung vor 100 Jahren. Verlag der Honnefer Volkszeitung, Bad Honnef 1962.